# Baram-i bunda

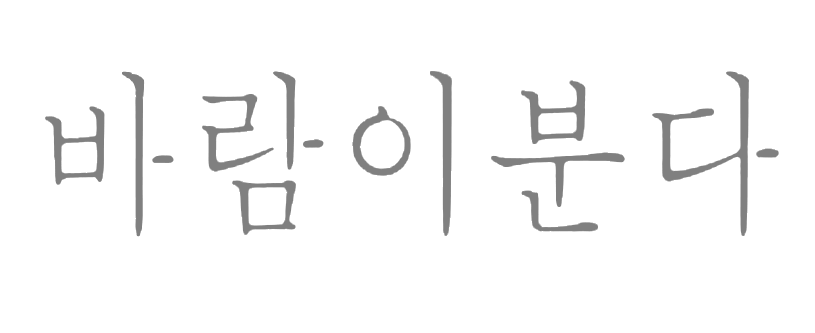
Logo del drama

Baram-i bunda (바람이 분다?), noto anche con il titolo internazionale The Wind Blows, è un drama coreano del 2019.

## Trama
Dopo aver scoperto di essere affetto da Alzheimer, Kwon Do-hoon lascia improvvisamente la moglie; cinque anni più tardi la donna ha modo di capire cosa era realmente successo al marito, e sceglie di tornare nuovamente al suo fianco.